# Трсино
Трсино (макед. Трсино) — село в Республике Македония, входит в общину Виница.
Село расположено на востоке общины, к востоку от административного центра общины — города Виница. Высота над уровнем моря — 852 м.

## История
В 1900 году здесь проживало 660 жителей, из которых 500 — турки, 150 болгары (македонцы)—христиане и 10 цыгане. В 1905 году 160 жителей села были прихожанами церкви Болгарской екзархии.